# 諏訪南インターチェンジ
諏訪南インターチェンジ（すわみなみインターチェンジ）は、長野県諏訪郡富士見町富士見にあり、茅野市にも接する中央自動車道のインターチェンジで、同自動車道のインターチェンジで最も標高の高い約950メートルにある。地元自治体の費用負担によって完成した請願インターチェンジの一つである。

## 道路
- E20 中央自動車道（19番）

## 接続する路線
- 長野県道90号諏訪南インター線（直結）
  - 国道20号

## 料金所

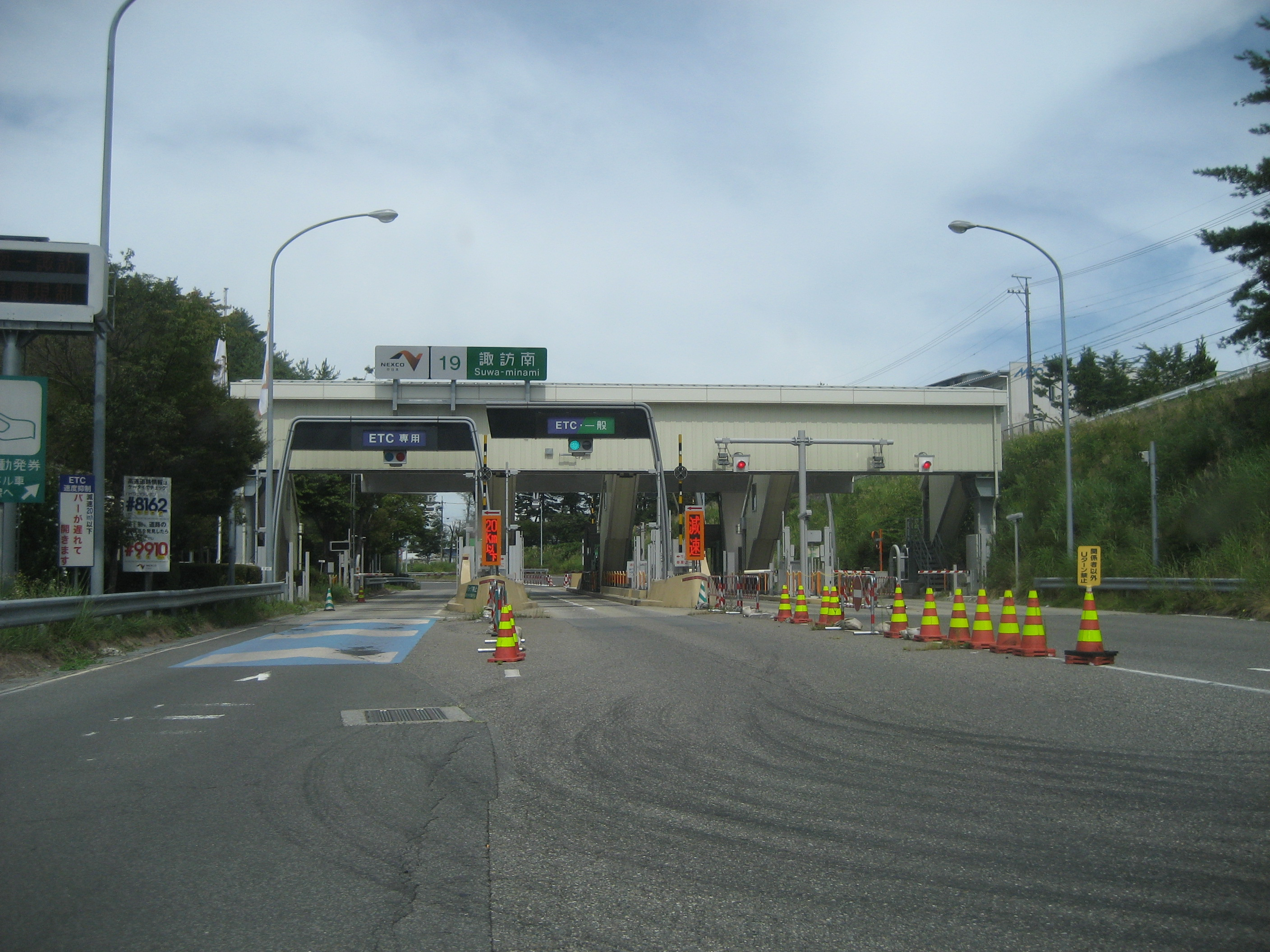
料金所

- ブース数：4

### 入口
- ブース数：2
  - ETC専用：1
  - 混在：1

### 出口
- ブース数：2
  - ETC専用：1
  - 混在：1

## 周辺
- セイコーエプソン
  - 富士見事業所(インターチェンジ西側)
  - 諏訪南事業所(インターチェンジ南東側)
- 中央本線すずらんの里駅
- 原村別荘地などの八ヶ岳南麓
- 富士見パノラマスキー場
- 富士見高原リゾート
- ファミリーマート諏訪南インター店

## アクセス地域
富士見町北部、茅野市南部の他、諏訪郡原村の最寄りインターチェンジである。蓼科高原や白樺湖方面へのアクセスはエコーラインで利用することができる。富士見高原リゾート方面へのアクセスは鉢巻道路（長野県道484号）で利用することができる。

## 隣
E20 中央自動車道
(18)小淵沢IC - (BS)(富士見BS) - (19)諏訪南IC - (PA)中央道原PA - (BS)茅野BS - (20)諏訪IC